# مصطفی مؤمنی
مصطفی مؤمنی (۱۳۱۹–۵ اسفند ۱۳۸۶) جغرافی‌دان ایرانی و استاد دانشگاه شهید بهشتی بود. او برای نگارش کتاب پایگاه علم جغرافیا در ایران: پایگاه جغرافیای شهری در ایران برگزیدهٔ هجدهمین دورهٔ کتاب سال ایران شد.
مؤمنی همچنین ناظرِ طرحِ پژوهشیِ تعامل فضا، فرهنگ و قدرت در سازمان‌یابی فضای شهر زاهدان بود که برگزیدهٔ اولِ اولین دورهٔ جشنوارهٔ بین‌المللی فارابی شد.

## تحصیلات
مؤمنی دانش‌آموختهٔ دورهٔ دکتری از دانشگاه ماربورگ (۱۳۵۵) بود.

## آثار
- تهران: جغرافیا، تاریخ، فرهنگ، سیدحسین نصر، علی‌اشرف صادقی، مصطفی مؤمنی و فرزانه ساسان‌پور، تهران: کتاب مرجع
- پایگاه علم جغرافیا در ایران: پایگاه جغرافیای شهری در ایران، مصطفی مؤمنی، تهران: فرهنگستان علوم جمهوری اسلامی ایران، ۱۳۷۹
- جهان اسلام، مصطفی مؤمنی، تهران: کتاب مرجع
- تبریز: جغرافیا، تاریخ، مصطفی مؤمنی، تهران: کتاب مرجع
- جغرافیا (دوره پیش‌دانشگاهی رشتهٔ علوم انسانی)، گروه مؤلفان، تهران: مدرسه